# 漆谷念仏道場
漆谷念仏道場（うるしだにねんぶつどうじょう）は、富山県南砺市（旧上平村）漆谷地区にある浄土真宗本願寺派の寺院である。
赤尾道場（現行徳寺）・新屋道場（現道善寺）に並ぶ赤尾谷の主要な寺院で、市指定の文化財に認定されている「血染の名号」などが伝えられている。

## 概要

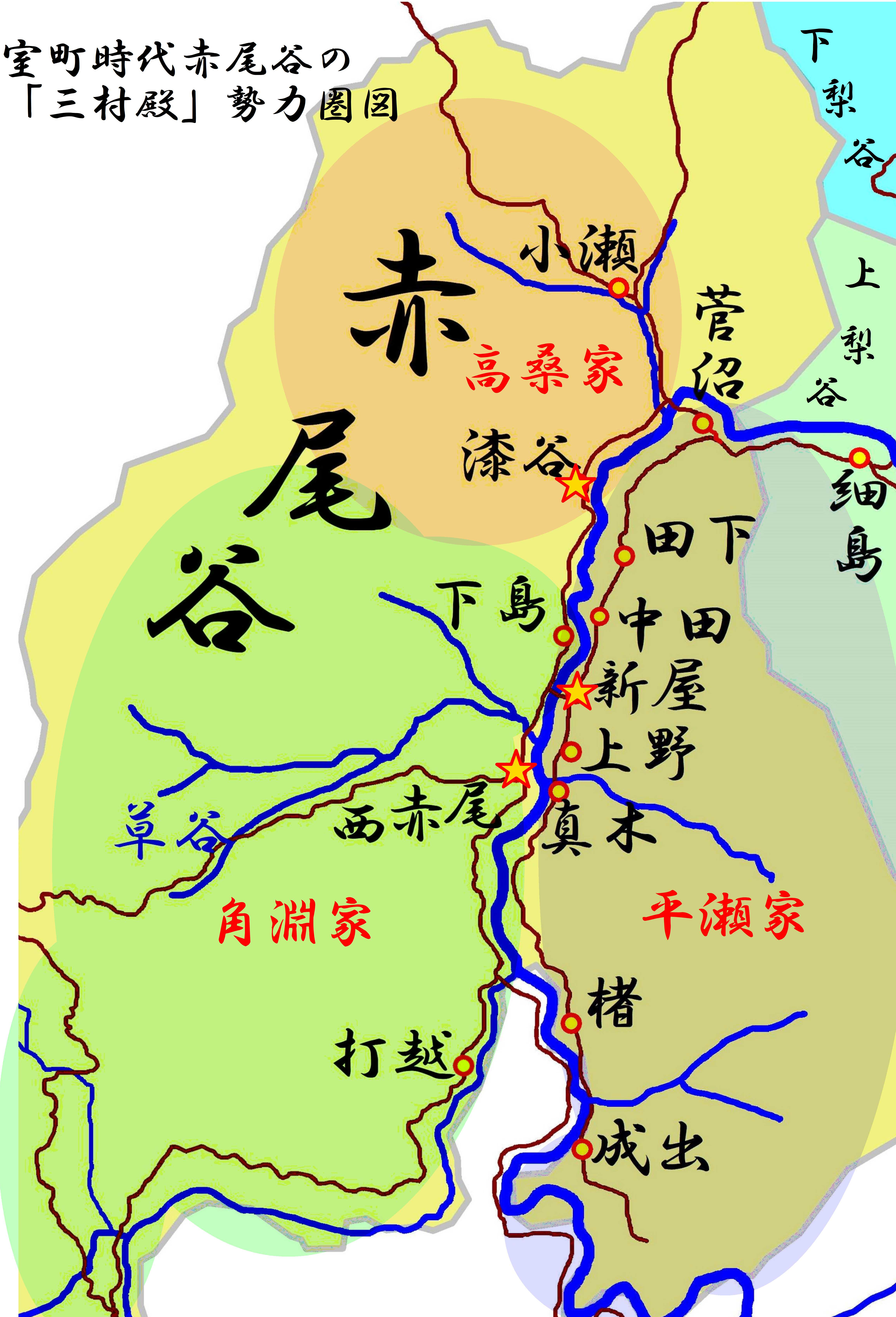
室町時代五箇山赤尾谷の「三村殿」勢力圏図。

室町時代の後半、文明年間に本願寺8代蓮如が越前国吉崎御坊に滞在したことにより、北陸地方で真宗門徒が急増し、五ヶ山地方にも本格的に真宗が広まりつつあった。最初に五箇山地方に教線を伸ばしたのは越前国の和田本覚寺で、漆谷も含め赤尾谷のほとんどの寺院は本覚寺下の道場として始まっている。
「新屋道場由来記」によると、中世の赤尾谷地域は（1）平瀬氏の治める新屋を中心とした庄川東岸一帯、（2）角淵氏の治める西赤尾を中心とした庄川西岸南部一帯、（3）高桑氏の治める漆谷を中心とした庄川西岸北部一帯、の三地域に分かれていたという。時期は不明であるが、地元には漆谷と下島の間の峠平という場所（角淵氏の領域と高桑氏の領域の中間に当たる）で過去に激しい戦闘があったとの伝承があり、昭和初期に峠平のあたりを発掘したところ、多くの人骨が出土したという。
漆谷道場は庄川西岸北部一帯支配した高桑氏の勢力圏を継承しており、漆谷・小瀬の諸村に門徒を有していた。天文21年（1552年）10月27日付五箇山十日講起請文には五箇山各村の有力者の署名があり、「漆谷」集落名を冠した人物の署名はないものの、署名者中の「中田五郎左衛門尉」なる人物が漆谷道場の始祖ではないかと推定されている。
戦国時代末期、本願寺が東西に分派した際には赤尾谷の多くの道場が東方の小松本覚寺に従ったのに対し、漆谷道場のみは西方の鳥羽野万法寺に従い、これが現代まで引き継がれている。現在の漆谷道場本堂の建築年代は不明であるが、享和2年（1802年）の奉加帳があり、それ以前の建築である。また、昭和40年代には屋根が改造されている。

## 血染の名号
漆谷集落には古くより、「血染の名号」と呼ばれる名号が4幅伝えられている。この名号は本願寺8代蓮如の真筆と伝えられ、五箇山の真宗門徒が石山合戦に参加する際、この4幅を鮮血で染めて出陣したとされる。
五箇山衆の石山合戦参戦の証しとして伝えられているが、記される文字は下記の通り正信偈の一部である。
昭和48年12月14日に上平村の文化財に指定され、現在は南砺市に引き継がれている。

## 五箇山の本覚寺下道場
上述したように漆谷念仏道場は越前国和田本覚寺下の道場として始まった寺院であり、周辺の赤尾谷・上梨谷のほとんどの寺院も元は本覚寺下道場であった。
| 戦国時代             | 戦国時代 | 江戸時代               | 江戸時代   | 近現代                 | 近現代         |
| -------------------- | -------- | ---------------------- | ---------- | ---------------------- | -------------- |
| 越前国 和田 本覚寺下 | 小原道場 | 越前国 鳥羽野 万法寺下 | 小原道場   | 福井県 鯖江市 万法寺下 | 小原道場       |
| 越前国 和田 本覚寺下 | 細島道場 | 越前国 鳥羽野 万法寺下 | 細島道場   | 福井県 鯖江市 万法寺下 | 細島道場       |
| 越前国 和田 本覚寺下 | 相倉道場 | 越前国 鳥羽野 万法寺下 | 相倉道場   | 福井県 鯖江市 万法寺下 | 相倉道場       |
| 越前国 和田 本覚寺下 | 漆谷道場 | 越前国 鳥羽野 万法寺下 | 漆谷道場   | 福井県 鯖江市 万法寺下 | 漆谷道場       |
| 越前国 和田 本覚寺下 | 中畑道場 | 加賀国 小松 本覚寺下   | 中畑道場   | 中畑本教寺             | 中畑本教寺     |
| 越前国 和田 本覚寺下 | 中畑道場 | 加賀国 小松 本覚寺下   | 見座道場   | 見座見覚寺             | 見座見覚寺     |
| 越前国 和田 本覚寺下 | 上梨道場 | 加賀国 小松 本覚寺下   | 上梨道場   | 上梨円浄寺             | 上梨円浄寺     |
| 越前国 和田 本覚寺下 | 皆葎道場 | 加賀国 小松 本覚寺下   | 皆葎道場   | 皆葎皆蓮寺             | 皆葎皆蓮寺     |
| 越前国 和田 本覚寺下 | 楮村道場 | 加賀国 小松 本覚寺下   | 楮村道場   | 楮村聖光寺             | 楮村聖光寺     |
| 越前国 和田 本覚寺下 | 新屋道場 | 加賀国 小松 本覚寺下   | 新屋道場   | 新屋道善寺             | 新屋道善寺     |
| 越前国 和田 本覚寺下 | 新屋道場 | 加賀国 小松 本覚寺下   | 上中田道場 | 上中田念仏道場         | 上中田念仏道場 |
| 越前国 和田 本覚寺下 | 赤尾道場 | 赤尾行徳寺             | 赤尾行徳寺 | 赤尾行徳寺             | 赤尾行徳寺     |
| 越前国 和田 本覚寺下 | 下嶋道場 | 赤尾行徳寺下           | 下嶋道場   | 赤尾行徳寺下           | 下嶋道場       |